# Sektorfeld-Massenspektrometer
Sektorfeld-Massenspektrometer sind ein Gerätetyp der Massenspektrometrie. Sie werden in der Regel in der Form hochauflösender (doppelfokussierender) Sektorfeldmassenspektrometer gebaut, bei denen ein Magnetfeld und ein elektrisches Feld sequentiell angeordnet sind.

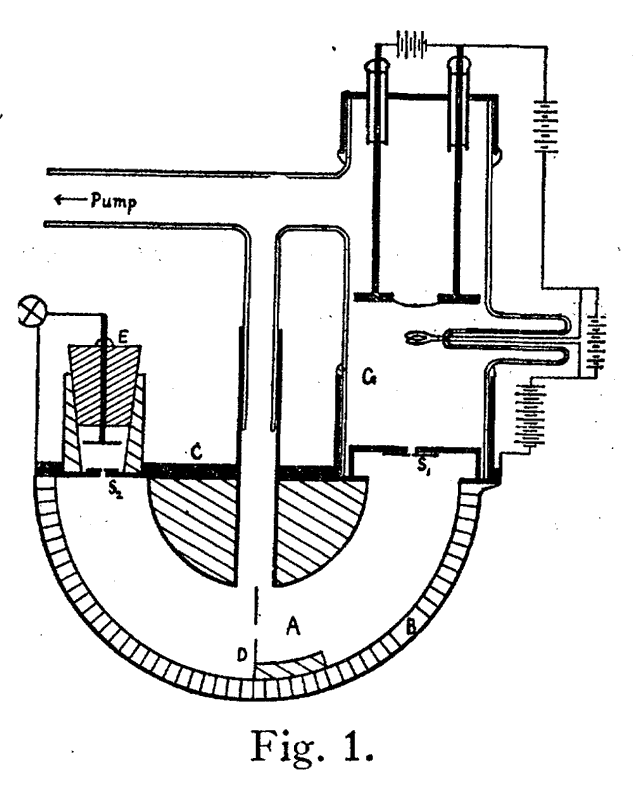
Dempsters magnetischer Sektorfeldanalysator

## Geschichte

Schematische Zeichnung eines Sektorfeld-Massenspektrometers

Im Jahr 1918 wurde von Arthur Jeffrey Dempster das erste moderne Massenspektrometer mit einem magnetischen Sektorfeldanalysator entworfen und gebaut, welches 100-fach genauer arbeitete als alle vorherigen Entwicklungen, und legte den Grundstein für das Design heutiger Massenspektrometer. 1934 beschrieben Josef Mattauch und Richard Herzog ein doppelfokussierendes Massenspektrometer (Mattauch-Herzog-Geometrie, von Mattauch und Herzog 1936 gebaut), das Mattauch für die in der damaligen Zeit präzisesten Atommassenbestimmungen nutzte. Auch in den Vereinigten Staaten wurden entsprechende Massenspektrometer gebaut. Seit den 1950er Jahren wurden weitere Massenspektrometertypen wie das Flugzeitmassenspektrometer entwickelt, die dem Sektorfeld-Massenspektrometer Konkurrenz machten. In den 1970er Jahren wurden allerdings mit Gaschromatographie gekoppelte Sektorfeld-Massenspektrometer gebaut, deren Nachweisempfindlichkeit um bis zu 2 Größenordnungen über der anderer Gerätetypen lag und die z. B. hervorragend im Bereich der Dioxinanalytik eingesetzt werden konnten. Nach umweltrelevanten Vorfällen wie dem Sevesounglück lag hier ein wissenschaftlicher Schwerpunkt und entsprechend viele Geräte wurden gebaut.

## Grundprinzip
Ein Massenspektrometer (MS) besteht aus einer Ionenquelle, einem Analysator und einem Detektor. Die Ionenquelle des Sektorfeld-Massenspektrometers muss einen scharf gebündelten Ionenstrahl erzeugen, da der Analysator im Gegensatz zum Quadrupol-Massenspektrometer nicht als Massenfilter wirkt. Entsprechend anspruchsvoll sind die Anforderungen an die Fokussiereinheit.
Der Analysator bei einem Sektorfeldmassenspektrometer arbeitet nach dem Prinzip der Ablenkung beschleunigter Ionen in einem Magnetfeld und/oder einem elektrischen Feld. Der Radius der Kreisbahnen, die sie in den Feldern durchlaufen, hängt von der Energie (im elektrischen Feld) und vom Impuls (im magnetischen Feld) der Ionen ab. In Kenntnis der Ladung, der Energie und des Impulses kann dann die Masse bestimmt werden. Beim hochauflösenden Sektorfeldmassenspektrometer erfolgt eine doppelte Fokussierung des Ionenstrahls durch ein Magnetfeld und ein elektrisches Feld, die nacheinander angeordnet sind. Auch eine umgekehrte Reihenfolge ist möglich.
Beim Austritt aus der Ionenquelle ist die kinetische Energie der Ionen gleich der Beschleunigungsenergie des Feldes in der Ionenquelle. Der Ionenstrahl gelangt als Nächstes in das Magnetfeld, das senkrecht zu der Bewegungsrichtung der Ionen angelegt ist. Durch die Lorentzkraft werden die Ionen auf eine Kreisbahn abgelenkt. Der Ablenkradius ist abhängig vom Masse/Ladungs-Verhältnis des Ions und lässt sich durch Gleichsetzen von Lorentzkraft und Zentrifugalkraft berechnen:
{\displaystyle r={\frac {mv}{qB}},}
wobei
{\displaystyle r} = Ablenkradius
{\displaystyle m} = Masse des Ions
{\displaystyle v} = Geschwindigkeit des Ions
{\displaystyle q} = Ladung des Ions
{\displaystyle B} = Magnetische Flussdichte
Der Gleichung ist zu entnehmen, dass der Ablenkradius {\displaystyle r} vom Verhältnis {\displaystyle m/z} abhängig ist. Das Magnetfeld bewirkt aber nicht nur eine Auftrennung der Ionen nach ihrem {\displaystyle m/z}-Verhältnis, sondern auch eine Richtungsfokussierung. Dies ist hilfreich, weil selbst in einem scharf gebündelten Ionenstrahl nicht alle Ionen genau dieselbe Bewegungsrichtung haben. Durch den Umlauf durch das Magnetfeld werden die Ionen mit gleichem {\displaystyle m/z} in einem Punkt vereinigt.
Zur Aufnahme eines Massenspektrums kann entweder der Bahnradius {\displaystyle r} gemessen oder bei fester Positionierung des Detektors die magnetische Flussdichte {\displaystyle B} oder die Beschleunigungsspannung {\displaystyle U} variiert werden. Ersteres wird nur selten angewendet, da dann entweder ein Detektor örtlich verschiebbar gestaltet oder mehrere Detektoren fest eingesetzt werden müssten, was für die Analytik speziell in der organischen Chemie zu aufwendig wäre. In der Praxis kommt dies nur im Bereich der Isotopenmassenspektrometrie vor. Die Variation der Spannung ist technisch einfacher und billiger zu realisieren als die Variation der magnetischen Flussdichte, liefert aber eine schlechtere Reproduzierbarkeit, weil Rückwirkungen auf die Ionenquelle und damit auf die Ionisierungswahrscheinlichkeit auftreten.
Das Auflösungsvermögen eines Magnetfeldes wird begrenzt durch die Maxwell'sche Geschwindigkeitsverteilung der Ionen. Daher lässt man den Ionenstrahl ein zusätzliches Feld durchlaufen, dessen Feldrichtung sowohl senkrecht zum Magnetfeld als auch senkrecht zum Ionenstrahl gerichtet ist (siehe Wien-Filter). Es findet eine Geschwindigkeitsfokussierung statt, weil die Ionen nach ihrer kinetischen Energie und unabhängig von ihrer Masse, getrennt werden. Nur Ionen, die die Bedingung
{\displaystyle v={\frac {E}{B}}}
erfüllen, können das Filter passieren. Es gilt nun:
{\displaystyle r={\frac {mv^{2}}{qE}},}
{\displaystyle r} = Ablenkradius
{\displaystyle m} = Masse des Ions
{\displaystyle v} = Geschwindigkeit des Ions
{\displaystyle q} = Ladung des Ions
{\displaystyle E} = Elektrische Feldstärke des Geschwindigkeitsfilters
{\displaystyle B} = Magnetische Flussdichte (sowohl im Geschwindigkeitsfilter, als auch im Massenanalysator)
Solchermaßen doppelfokussierende Sektorfeld-Massenspektrometer erreichen Auflösungen {\displaystyle R} von bis zu 100.000 und waren vor der Entwicklung der FT-ICR-Massenspektrometer die Massenspektrometer mit der größten Auflösung. Im Bereich der Kopplung mit Gaschromatographie arbeitet man meist mit Auflösungen {\displaystyle R} von 4.000 bis zu 10.000.

## Gerätegeometrie
Es gibt einige verbreitete Gerätegeometrieen, die nach ihren jeweiligen Entwicklern benannt wurden.

### Bainbridge-Jordan-Geometrie
Geometrie mit 127,30° {\displaystyle \left({\frac {\pi }{\sqrt {2}}}\right)} elektrischem Sektorfeld gefolgt von einem 60° Magnetfeld.

### Mattauch-Herzog-Geometrie
Geometrie mit 31,82° ({\displaystyle \pi /4{\sqrt {2}}} Radians) elektrischem Sektorfeld gefolgt von einem Driftbereich und einem 90° Magnetfeld in umgekehrter Richtung.

### Nier-Johnson-Geometrie
Geometrie mit 90° elektrischem Sektorfeld gefolgt von einem langen Driftbereich und einem 90° Magnetfeld in gleicher Richtung.

### Weitere Geometrien
Weitere bekannte Geometrien sind die Hinterberger-König-Geometrie, die Takeshita-Geometrie und die Matsuda-Geometrie.

## Anwendungsbereiche
Doppelfokussierende Geräte waren lange Zeit das wichtigste Instrumentarium der Massenspektrometrie. Sektorfeldgeräte sind jedoch recht groß, teuer und aufwändig im Betrieb und werden daher heute nur noch selten angeschafft. Im Bereich der Kopplung mit GC z. B. in der Dioxin-Analytik werden sie auch heute noch eingesetzt. Bei aktuellen Geräten ergibt die Injektion von nur 20 femtogramm TCDD auf die Säule ein Signal-Rausch-Verhältnis von ca. 200:1. Zudem sind sie in der Isotopenmassenspektrometrie verbreitet.